# On ne vit qu'une fois (film)
Pour les articles homonymes, voir On ne vit qu'une fois (homonymie).
Pour plus de détails, voir Fiche technique et Distribution.
On ne vit qu'une fois (Μια ζωή την έχουμε (Mia zoï tin echoumé)) est un film grec réalisé par Yórgos Tzavéllas et sorti en 1958.
Pour la première fois, un acteur étranger (Yvonne Sanson) joue dans un film grec.

## Synopsis
Un ancien banquier (Dimitris Horn) emprisonné pour détournement de fonds raconte à son gardien comment il en est arrivé là. Il est tombé amoureux d'une femme (Yvonne Sanson), par ailleurs maîtresse de son patron. Ses goûts de luxe l'ont ruiné puis poussé au crime. Cependant, avant son procès, il hérite d'une fortune qui lui permet de solder ses dettes et de quitter la Grèce.

## Fiche technique
- Titre : On ne vit qu'une fois
- Titre original : Μια ζωή την έχουμε (Mia zoï tin echoumé)
- Réalisation : Yórgos Tzavéllas
- Scénario : Yórgos Tzavéllas
- Direction artistique : Markos Zervas
- Décors :
- Costumes :
- Photographie : Dinos Katsouridis
- Son : Markos Zervas
- Montage : Dinos Katsouridis
- Musique : Mános Hadjidákis
- Production :  Finos Film
- Pays d'origine :  Grèce
- Langue : grec
- Format :  Noir et blanc
- Genre : Comédie
- Durée : 111 minutes
- Dates de sortie : 14 septembre 1958

## Distribution
- Yvonne Sanson
- Dimítris Horn
- Vassílis Avlonítis
- Dionysis Papagiannopoulos (en)
- Periklis Hristoforidis (en)
- Christos Tsaganeas (en)
- Lavrentis Dianellos (en)
- Níkos Férmas
- Koulis Stoligas (en)
- Joly Garbi (en)
- Kóstas Gouzgoúnis